# Air Jamaica

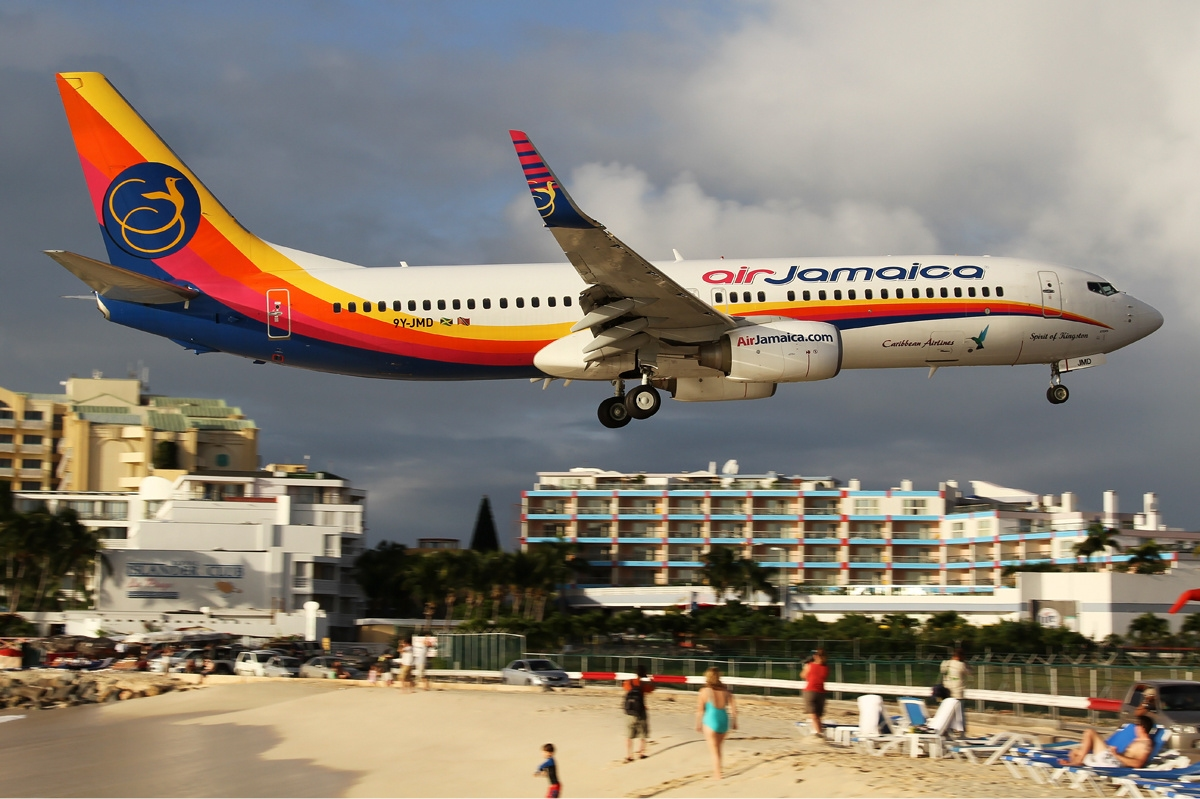
Air Jamaica Boeing 737, met Caribbean Airlines logo, nadert Princess Juliana International Airport op Sint Maarten

Air Jamaica was de nationale luchtvaartmaatschappij van Jamaica met als basis Kingston. Het voerde vluchten uit vanaf Kingston en Montego Bay naar diverse bestemmingen in de Caraïben, de Verenigde Staten en Europa. De belangrijkste luchthavens van Air Jamaica waren Norman Manley International Airport (KIN), Kingston en Sangster International Airport (MBJ), Montego Bay.
In 2010 werd Air Jamaica overgenomen door Caribbean Airlines uit Trinidad en Tobago, de opvolger van British West Indian Airways dat voor 1969 ook de nationale luchtvaartmaatschappij van Jamaica was. De Air Jamaica vluchten werden daarna onder de IATA code "BW" van Caribbean Airlines uitgevoerd. In 2015 zijn de vluchten van Air Jamaica gestaakt.

## Codes
- IATA: JM
- ICAO: AJM
- callsign: Jamaica